# 1680 Per Brahe
1680 Per Brahe eller 1942 CH är en asteroid i huvudbältet som upptäcktes den 12 februari 1942 av den finska astronomen Liisi Oterma vid Storheikkilä observatorium. Den har fått sitt namn efter svensken Per Brahe den yngre.
Asteroiden har en diameter på ungefär 13 kilometer.